# Local Eyes
Local Eyes er et dansk tv-billedbureau, der leverer nyhedsbilleder til bl.a. DR's TV Avisen, TV 2 Nyhederne og TV 2 News.
Bureauet blev etableret i 1992 og dækkede oprindeligt kun Storkøbenhavn. Dengang leverede stationen meget stof til Kanal 2. I dag råder bureauet over et forholdsvist begrænset antal fastansatte fotografer, men har aftaler med en lang række freelancefotografer over hele landet. Redaktionelt lægger Local Eyes meget på kriminalstof og trafikuheld, men dækker også f.eks. kongeligt stof. 
Videomaterialet distributeres til tv-stationerne via et særligt webbaseret system. Local Eyes samarbejder desuden med Ritzaus Bureau om produktion af tv-indslag til Ritzaus kunder, primært danske netaviser. 